# Saïd Bouzambou
Saïd Bouzambou, né le 9 février 1990 à Flessingue, est un joueur international néerlandais de futsal.

## Biographie
Saïd Bouzambou naît en 1990 à Flessingue aux Pays-Bas. Il grandit dans une famille d'origine marocaine. 
Saïd est formé dans le club de sa ville natale, le Groen Ster Vlissingen.
Lors de ses passages au Gelko Hasselt et FT Antwerpen en Belgique, il est élu meilleur buteur du championnat lors des deux saisons. En 2019, il signe son retour en championnat belge au KK Malle-Beerse.
En avril 2024, il prend part à une double confrontation avec les Pays-Bas contre la Finlande dans le cadre des éliminations pour une place en Coupe du monde 2024. Il finit par se qualifier lors du match retour à Vantaa après une séance de tirs au but (match nul, 4-4),. Il s'agit alors d'une première qualification en 24 ans,.

## Palmarès

### Individuellement
- 2022 : Meilleur buteur de l'Eredivisie de la saison 2021-22.